# Vitor Bueno
Vitor Frezarin Bueno (Monte Alto, São Paulo, Brasil, 5 de septiembre de 1994) es un futbolista brasileño. Juega de centrocampista y su equipo es el Cerezo Osaka de la J1 League.

## Trayectoria

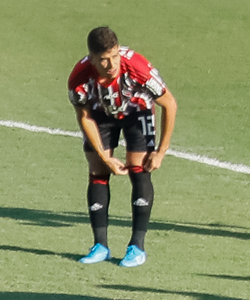
Vitor Bueno jugando para Sao Paulo.

### Botafogo
Bueno comenzó su carrera en las inferiores del Monte Azul y el Bahia. En 2013 entró al equipo sub-20 del Botafogo-SP.
Debutó profesionalmente el 25 de enero de 2014 en la victoria por 4-2 en casa sobre el Paulista por el Campeonato Paulista. El 20 de noviembre renovó su contrato con el club.

### Santos
El 26 de mayo de 2015 Bueno fue enviado a préstamo al Santos, inicialmente para formar parte del equipo sub-23. Debutó en la Serie A el 17 de septiembre de 2015 en la victoria por 4-0 al Atlético Mineiro. Anotó su primer gol en la categoría el 6 de diciembre, el cuarto tanto en la victoria por 5-2 al Atlético Paranaense.
El 18 de mayo de 2016 firmó contrato con el club hasta el 2020. Se afianzó en la titularidad del Santos, anotando goles al Botafogo, Sport y São Paulo en el mes de junio de 2016.
Debutó por la Copa Libertadores el 9 de marzo de 2017, como titular en el empate 1-1 contra el Sporting Cristal. Sufrió una lesión en la rodilla el 1 de julio contra Atlético Goianiense, que lo dejó fuera por ocho meses.
Regresó a las canchas el 14 de febrero de 2018, jugando los últimos diez minutos en la victoria por 2-0 sobre el São Caetano.

#### Préstamo al Dinamo de Kiev
El 2 de agosto de 2018, Bueno fue envido a préstamo al Dinamo de Kiev, como intercambio por Derlis González. Solo jugó 80 minutos en el club ucraniano.

### São Paulo
El 3 de abril de 2019, Bueno fue enviado a préstamo al São Paulo. El 11 de diciembre, luego de anotar seis goles en su primer año, firmó un contrato con el Tricolor por cuatro años.

## Estadísticas
Actualizado al último partido disputado en la temporada 2024.
| Club                          | Div.          | Temporada     | Liga  | Liga  | Estatal | Estatal | Copas nacionales | Copas nacionales | Copas internacionales | Copas internacionales | Total | Total |
| Club                          | Div.          | Temporada     | Part. | Goles | Part.   | Goles   | Part.            | Goles            | Part.                 | Goles                 | Part. | Goles |
| ----------------------------- | ------------- | ------------- | ----- | ----- | ------- | ------- | ---------------- | ---------------- | --------------------- | --------------------- | ----- | ----- |
| Botafogo-SP · Brasil          | SP            | 2014          | ―     | ―     | 7       | 0       | 23               | 8                | ―                     | ―                     | 30    | 8     |
| Botafogo-SP · Brasil          | 4.ª           | 2015          | 0     | 0     | 4       | 2       | ―                | ―                | ―                     | ―                     | 4     | 2     |
| Botafogo-SP · Brasil          | Total club    | Total club    | 0     | 0     | 11      | 2       | 23               | 8                | 0                     | 0                     | 34    | 10    |
| Santos F. C. · Brasil         | 1.ª           | 2015          | 4     | 1     | ―       | ―       | 0                | 0                | ―                     | ―                     | 4     | 1     |
| Santos F. C. · Brasil         | 1.ª           | 2016          | 33    | 10    | 11      | 3       | 4                | 0                | ―                     | ―                     | 48    | 13    |
| Santos F. C. · Brasil         | 1.ª           | 2017          | 8     | 0     | 12      | 4       | 3                | 0                | 6                     | 3                     | 29    | 7     |
| Santos F. C. · Brasil         | 1.ª           | 2018          | 5     | 0     | 8       | 0       | 2                | 0                | 4                     | 0                     | 19    | 0     |
| Santos F. C. · Brasil         | Total club    | Total club    | 50    | 11    | 31      | 7       | 9                | 0                | 10                    | 3                     | 100   | 21    |
| Dinamo de Kiev · Ucrania      | 1.ª           | 2018-19       | 2     | 0     | ―       | ―       | 1                | 0                | 0                     | 0                     | 3     | 0     |
| Dinamo de Kiev · Ucrania      | Total club    | Total club    | 2     | 0     | 0       | 0       | 1                | 0                | 0                     | 0                     | 3     | 0     |
| São Paulo F. C. · Brasil      | 1.ª           | 2019          | 28    | 6     | ―       | ―       | 1                | 0                | 0                     | 0                     | 29    | 6     |
| São Paulo F. C. · Brasil      | 1.ª           | 2020          | 31    | 2     | 11      | 1       | 6                | 0                | 7                     | 1                     | 55    | 4     |
| São Paulo F. C. · Brasil      | 1.ª           | 2021          | 19    | 1     | 9       | 3       | 2                | 0                | 6                     | 2                     | 36    | 6     |
| São Paulo F. C. · Brasil      | Total club    | Total club    | 78    | 9     | 20      | 4       | 9                | 0                | 13                    | 3                     | 120   | 16    |
| Athletico Paranaense · Brasil | 1.ª           | 2022          | 21    | 4     | ―       | ―       | 3                | 2                | 7                     | 0                     | 31    | 6     |
| Athletico Paranaense · Brasil | 1.ª           | 2023          | 32    | 5     | 16      | 4       | 5                | 1                | 6                     | 1                     | 59    | 11    |
| Athletico Paranaense · Brasil | Total club    | Total club    | 53    | 9     | 16      | 4       | 8                | 3                | 13                    | 1                     | 90    | 17    |
| Cerezo Osaka Japón            | 1.ª           | 2024          | 21    | 3     | ―       | ―       | 2                | 1                | ―                     | ―                     | 23    | 4     |
| Cerezo Osaka Japón            | Total club    | Total club    | 21    | 3     | 0       | 0       | 2                | 1                | 0                     | 0                     | 23    | 4     |
| Total carrera                 | Total carrera | Total carrera | 204   | 32    | 78      | 17      | 52               | 12               | 36                    | 7                     | 370   | 68    |
| 1. 2.                         |               |               |       |       |         |         |                  |                  |                       |                       |       |       |

## Palmarés

### Títulos estatales
| Título                | Club                 | Estado    | Año  |
| --------------------- | -------------------- | --------- | ---- |
| Campeonato Paulista   | Santos F. C.         | São Paulo | 2016 |
| Campeonato Paulista   | São Paulo F. C.      | São Paulo | 2021 |
| Campeonato Paranaense | Athletico Paranaense | Paraná    | 2023 |

### Distinciones individuales
| Distinción                            | Año  |
| ------------------------------------- | ---- |
| Mejor gol del Campeonato Paulista     | 2016 |
| Novato del Año del Campeonato Serie A | 2016 |